# Кликуново (Тверская область)
Кликуново — деревня в Андреапольском районе Тверской области. Входит в состав Андреапольского сельского поселения.

## География
Деревня расположена в западной части района. Находится к северу от железной дороги Бологое — Великие Луки на расстоянии 3,5 км (по прямой) к юго-западу от города Андреаполь.

## История
На топографической трёхвёрстной карте Фёдора Шуберта, изданной в 1871 году, обозначена деревня Кликунова. Имела 2 двора.
На карте РККА 1923—1941 годов обозначена деревня Клюкуново. Имела 3 двора.

## Население
| 2002 | 2010 |
| ---- | ---- |
| 0    | →0   |